# Mesochorus facetus
Mesochorus facetus là một loài tò vò trong họ Ichneumonidae.